# Špela Rogelj
Špela Rogelj (API : [ʃpela rogeʎ]) est une sauteuse à ski slovène née le 8 novembre 1994 à Ljubljana. Elle est membre du club « SSK Costella Ilirija ». En quelques années, elle accède à l'élite du saut féminin ; elle prend la médaille d'argent aux Championnats du monde junior d'Otepää en 2011 et remporte l'épreuve d'ouverture de la Coupe du monde 2015 à Lillehammer le 5 décembre 2014.

## Parcours sportif

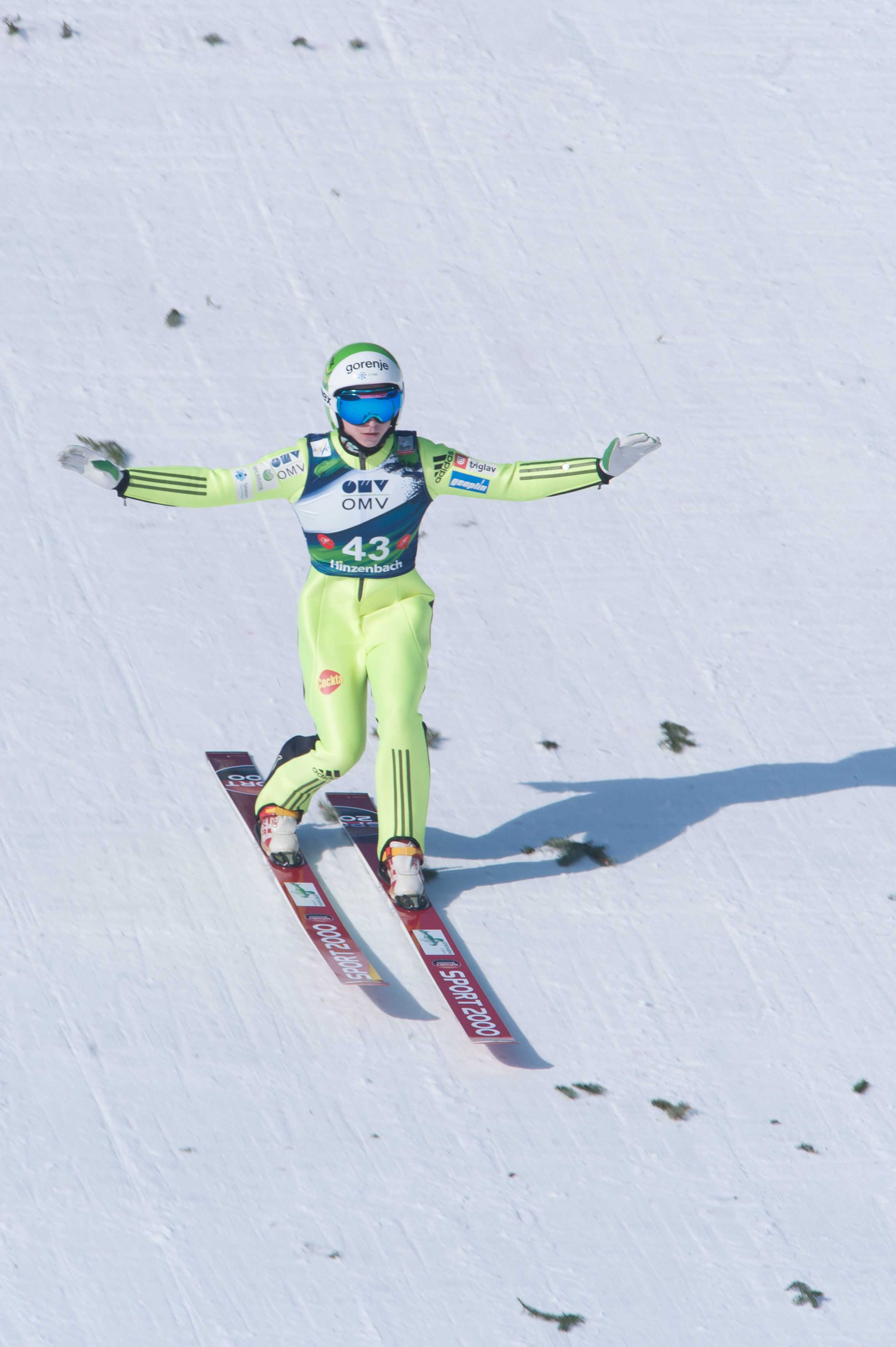
Špela Rogelj à la coupe du monde saut à ski, Hinzenbach en Autriche

### Coupe continentale
Špela Rogelj fait ses débuts en compétition internationale lors de l'épreuve de Coupe continentale de saut à ski de Dobbiaco le 23 janvier 2008 : elle marque ses premiers points dès cette première épreuve en prenant la 24e place ; elle a alors 13 ans.
La saison estivale suivante de 2008 est plus difficile : elle ne marque aucun point en quatre concours, avec une meilleure place de 43e à Bischofsgruen le 10 août 2008.
Elle poursuit depuis son parcours en Coupe continentale avec deux places dans les dix premières entre l'hiver 2008-2009 et l'été 2010, en terminant 16e de la Coupe en été 2009, et 16e également en hiver 2009-2010.
Le début d'hiver 2010-2011 réussit à Špela Rogelj, puisqu'elle se place au moins dixième à six reprises en douze participations, avec pour meilleure performance une place de cinquième le 22 janvier 2011 à Ljubno
 ; elle se hisse à la dixième place du classement provisoire de la Coupe continentale féminine 2010-2011. Elle participe ensuite à cinq autres concours (meilleur résultat 12e à Zao), et termine à la 13e place finale de la coupe.
En été 2011, Špela Rogelj prend part à six concours de coupe continentale, marque des points cinq fois avec comme meilleur résultat une place de 10e à Bischofsgrün le 13 août 2011, et termine 22e de la Coupe estivale 2011.
Elle participe aux épreuves finlandaises d'ouverture de coupe continentale hivernale 2011-2012 à Rovaniemi le 29 novembre. Lors de concours peu relevés, avec uniquement les équipes russes, japonaises et slovènes plus quelques autres sauteuses, Špela Rogelj se place 4e le 29 novembre 2011 puis monte sur le podium à la deuxième place le même jour lors du deuxième concours, ce qui constitue son meilleur résultat.

### Coupe du monde
La première épreuve de la Coupe du monde féminine de saut à ski 2011-2012 se tient à Lillehammer le 3 décembre 2011, Špela Rogelj y prend la 10e place.
À Hinterzarten le 7 janvier 2012, elle ne marque pas de point avec la 37e place d'un concours réduit à une seule manche pour causes de conditions de vent difficiles ; puis le lendemain, elle se place 24e. À Predazzo les 14 et 15 janvier elle se place 25e puis 18e ; elle est alors à la 20e place provisoire de la Coupe.
Lors de la saison 2012-2013, elle obtient deux quatrièmes places à Sapporo et Ljubno.
Elle remporte sa première victoire le 5 décembre 2014 à Lillehammer lors de l'épreuve d'ouverture de la saison 2015 : elle endosse alors le dossard jaune de leader de la Coupe du monde, que seules deux sauteuses ont porté avant elle : Sarah Hendrickson en 2012, et Sara Takanashi en 2013 et 2014. Elle continue de bien performer lors des autres concours cet hiver, se classant troisième à Sapporo, au Mont Zaō et à Hinzenbach. Rogelj occupe ainsi le quatrième rang dans la Coupe du monde à l'issue de l'hiver.
Son cinquième et dernier podium individuel en date est obtenu en février 2016 à Ljubno devant son public slovène.
En 2018, elle obtient son premier podium par équipes au Mont Zaō et en 2021 sa première victoire collective à Ljubno.
Située autour de la vingtième depuis 2017 en Coupe du monde, elle annonce en 2020 vouloir prolonger sa carrière jusqu'en 2022.

### Championnats du monde junior
En février 2009 à Štrbské Pleso, seulement un an après ses débuts en Coupe continentale, Špela Rogelj se fait remarquer dès le premier entraînement officiel des Championnats du monde junior en réalisant le plus long saut, avec Jacqueline Seifriedsberger. Le 6 février 2009, jour du concours, elle confirme cette performance en se plaçant cinquième de la première manche, avec des chances de médaille, à seulement deux points derrière la deuxième de la manche Ramona Straub, qui finira finalement sixième, et juste à un demi point derrière Magdalena Schnurr qui obtiendra l'or. Lors de la deuxième manche, elle réalise la deuxième longueur derrière Anna Haefele qui prendra l'argent, mais elle est disqualifiée,,.
Špela Rogelj participe au Championnat du monde junior 2010 à Hinterzarten, et se place seizième.
Le 27 janvier 2011 à Otepää, elle crée la surprise en égalant à la première manche la meilleure longueur de la grande favorite Coline Mattel, et donc en devançant toutes les autres favorites dont Sara Takanashi qui avait réalisé les meilleures longueurs précédemment à Otepää à l'entraînement. Elle confirme lors de la deuxième manche, elle gagne la médaille d'argent, avec le troisième saut derrière Yūki Itō qui remonte de la 5e place pour décrocher le bronze, et derrière Mattel qui assure l'or,,.

### Championnats du monde et Jeux olympiques
Špela Rogelj participe au premier Championnat du monde féminin de 2009 à Liberec, et se place trentième. Elle prend à tous les Championnats du monde jusqu'en 2019 et possède comme meilleur résultat individuel une dixième place en 2015 et par équipes, une quatrième place en 2019.
Elle prend part au premier concours féminin olympique de saut à ski en 2014, arrivant 26e. Lors de sa deuxième participation aux jeux olympiques en 2018, elle est 22e.

## Palmarès

### Jeux olympiques
| Épreuve / Édition | Sotchi 2014 | Pyeongchang 2018 | Pékin 2022 |
| Individuel        | 26e         | 22e              | 9e         |

### Championnats du monde
| Épreuve / Édition  | Liberec 2009                     | Oslo 2011                        | Oslo 2013                        | Falun 2015                       | Lahti 2017                       | Seefeld 2019                     | Oberstdorf 2021 |
| Petit Tremplin     | 30e                              | 21e                              | 13e                              | 10e                              | 22e                              | 22e                              | -               |
| Grand Tremplin     | Épreuve inexistante à cette date | Épreuve inexistante à cette date | Épreuve inexistante à cette date | Épreuve inexistante à cette date | Épreuve inexistante à cette date | Épreuve inexistante à cette date | -               |
| Par équipes mixtes | Épreuve inexistante à cette date | Épreuve inexistante à cette date | 8e                               | 5e                               | -                                | -                                | -               |
| Par équipes        | Épreuve inexistante à cette date | Épreuve inexistante à cette date | Épreuve inexistante à cette date | Épreuve inexistante à cette date | Épreuve inexistante à cette date | 4e                               | Argent          |

Légende :  = épreuve inexistante à cette date.

### Coupe du monde
- Meilleur classement général : 4e en 2015.
- 5 podiums individuels : 1 victoire et 4 troisièmes places.
- 5 podiums par équipes : 1 victoire, 3 deuxièmes places et 1 troisième place.

#### Classements généraux annuels
| Année | Rang |
| 2012  | 17e  |
| 2013  | 11e  |
| 2014  | 20e  |
| 2015  | 4e   |
| 2016  | 10e  |
| 2017  | 17e  |
| 2018  | 19e  |
| 2019  | 21e  |
| 2020  | 22e  |
| 2021  | 19e  |
| 2022  | 12e  |

#### Victoires
| Année | Lieu                  |
| 2015  | Lillehammer (Norvège) |

### Championnats du monde junior
| Épreuve / Édition | Štrbské Pleso 2009               | Hinterzarten 2010                | Otepää 2011 | Erzurum 2012 | Liberec 2013 | Val di Fiemme 2014 |
| Individuel        | 30e                              | 16e                              | Argent      | 5e           | 7e           | 8e                 |
| Par équipes       | Épreuve inexistante à cette date | Épreuve inexistante à cette date | annulé      | Bronze       | Or           | Argent             |

Légende :  = épreuve inexistante à cette date.

### Coupe continentale
- Meilleur classement général : 5e de la saison hivernale 2011-2012.
- Meilleur résultat : 2e au concours de Rovaniemi le 29 novembre 2011 (1 podium).

## Photos

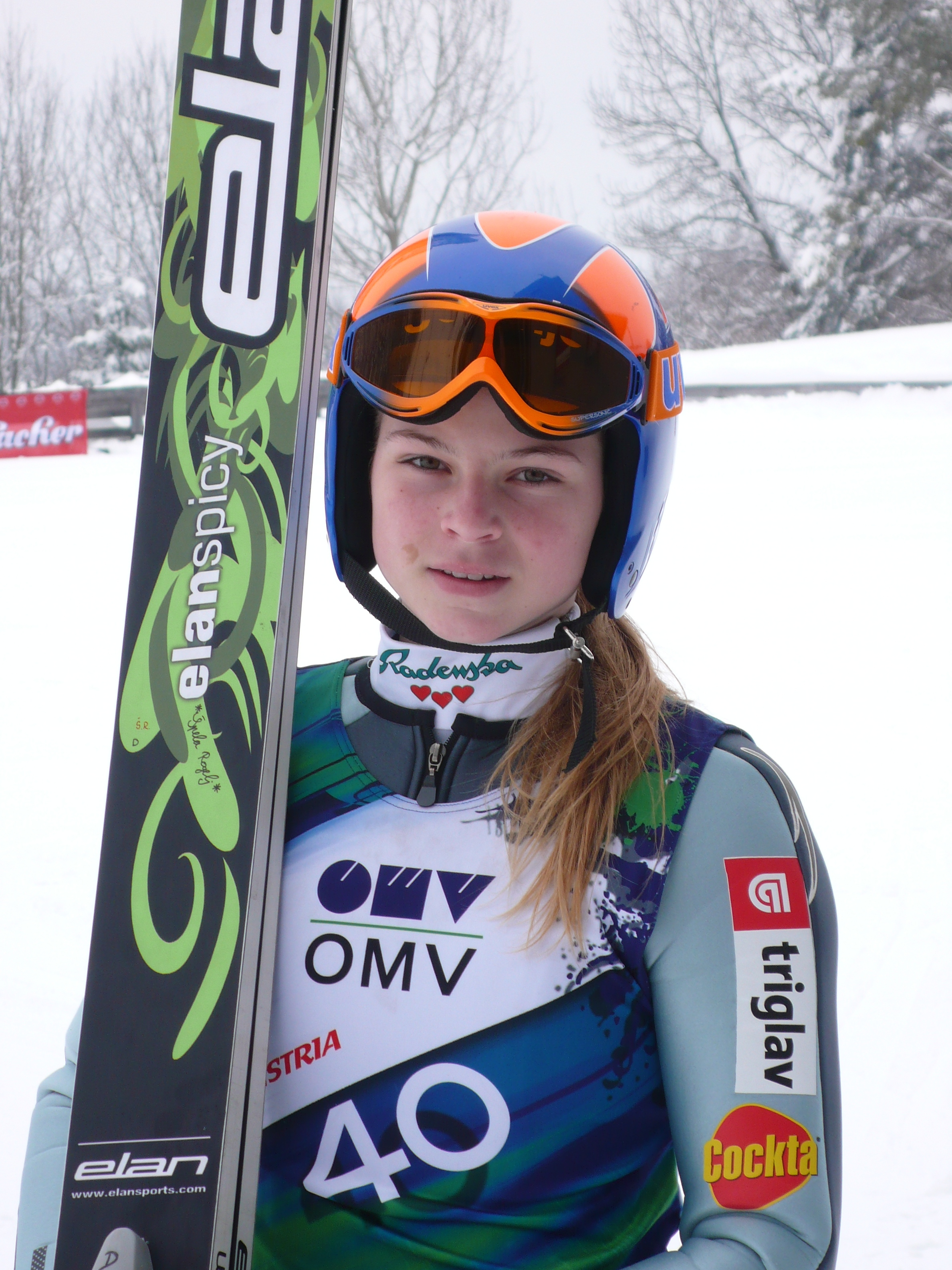
Špela Rogelj à Hinterzarten en 2010.
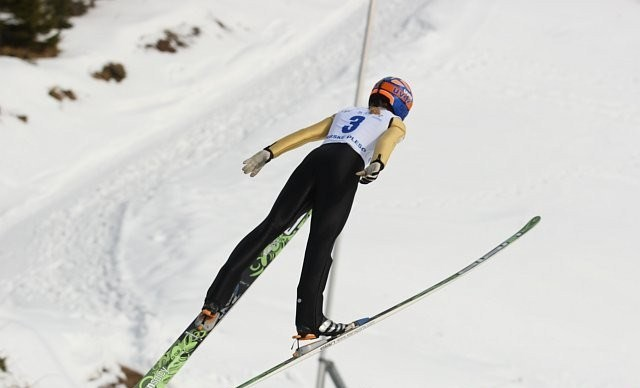
Špela Rogelj